# (203) Помпея
(203) Помпе́я (лат. Pompeja) — довольно крупный астероид главного пояса. Он был обнаружен 25 сентября 1879 года германо-американским астрономом К. Г. Ф. Петерсом в обсерватории Клинтона, США и назван в честь древнеримского города Помпеи, уничтоженного 24 августа 79 года в результате извержения вулкана Везувий.
Видимый спектр астероида имеет ярко выраженный красный цвет, который более характерен для объектов пояса Койпера, а не для астероидов главного пояса. Эта особенность спектра объясняется внешним толиновым слоем на его поверхности и тем, что он мог образоваться во внешней части Солнечной системы за пределами пояса астероидов.